# 连接号
连接号（英語：Dash）是用於表示连接、起止、流程的符号。

## 規定
下列為中华人民共和国国家标准《标点符号用法》對連接號的定義：
- 两个相关的名词构成一个意义单位，中间用连接号。
- 相关的时间、地点或数目之间用连接号，表示起止。
- 相关的字母、阿拉伯数字等之间，用连接号，表示产品型号。
- 几个相关的项目表示递进式发展，中间用连接号。

下列為中華民國教育部《重訂標點符號手冊》對連接號的定義：
- 用於連接時空的起止或數量的多寡等。

## 範例
- 連接號的作用是把意義密切相關的詞語連成一個整體。例如：

1. 梨園鄉種植的巨峰葡萄今年已經進入了豐產期，畝產1000—1500公斤。
2. 中國秦嶺—淮河以北地區屬於溫帶季風氣候區，夏季高溫多雨，冬季寒冷乾燥。
3. 中國東方航空的MD-82客機昨天從上海首航湖南長沙黃花機場獲得成功。

例 1 的連接號連接兩個數字，標明產量的幅度。
例 2 的連接號連接兩個地名，表示一個地理區域。
例 3 的連接號連接「MD」和「82」，表示飛機的型號。
- 浪纹（～），一般用來連接相關的數字。例如：
  - 西元1900年～2000年
  - 有25.8%～30.2%的民眾贊成[1]

- 在日語中，有時也會用前后各一个浪纹（～）來表示某一作品的副標題或小標題，例如宇多田光單曲《Wait&See ～リスク～》，日本電影《東京タワー ～オカンとボクと、時々、オトン～》。

## 相關符号

### 連字號
连字号（-；英文：Hyphen）是西方字母语言使用的标点符号，主要用处是标志合成词，比如（冰淇淋味糖果）。

### En dash
英文用以表示数字、日期、时间等連續範圍的是（en dash）；寬度同拉丁小寫字母n，故名。可以用to代替，意义是：或者此外，en dash还用于表示对比的数值或相关的两件事物，例如：
- （哥伦比亚对委内瑞拉的比分是31–0）
- （母女关系）

En dash还用于当合成词的属性部分也是合成的时候，替代hyphen连字号，以避免混淆。例如：
- （但在这个复合词中使用hyphen连字号）

例外情况是是合成词的属性部分已经用到了连字号hyphen，则不要用en dash取代hyphen：
en dash的两侧一般不加空格，除非为了避免混淆或外观丑陋，例如：
- 12 June – 3 July 。

en dash还可以用于替代括号表达式，特别是在报纸书籍的窄行多栏排版时。但注意在使用en dash代替括号或逗号，来分隔一个附加说明的句子时，en dash的两边都要加空格。例如:
也可用来表示两个不同词之间的关系。例如：

#### 直排
另有用於直排的「直排en dash（PRESENTATION FORM FOR VERTICAL EN DASH）」「︲」U+FE32。

### Em dash
英文用以表示語氣轉折的是；寬度同拉丁大寫字母M，故名；中文將之吸納並演化為破折號。Em dash还用来代替括号语气比使用括号更强烈，例如：
Em dash还用于说话被打断或情绪激昂到无法继续讲话的情况中，例如：
- （黑武士在星際大戰四部曲：曙光乍現中的台詞）

#### 直排
另有用於直排的「直排 EM dash（PRESENTATION FORM FOR VERTICAL EM DASH）」「︱」U+FE31。

### 連字暨減號
早期英文打字機為了節省位置，將數個形似符號濃縮以一個代替，就是鍵盤數字「0」右旁之連字暨減號（Hyphen-minus）「-」，涵蓋連字號、減號及形似符號功能。ASCII 及後續之 Unicode 沿用，編碼分別為 0x2D 及 U+002D。其全形版本為「－」（U+FF0D）。

### 波浪號
浪紋號、浪紋或浪紋線（wave dash）在中文及日文都常被全形波浪號（～）U+FF5E 代替（半形波浪號 ~ U+007E 在西方是附加符號；美式鍵盤在 ` 上方）。然而，較符合原本連接功能的Unicode符號其實是浪紋（〜）U+301C，源自日本JIS X 0208之；若用浪紋表現拉長聲音，則可稱為象聲號。

### 數字線
數字線 ‒ （Figure dash）用於分隔數字，但非表示範圍，例如電話號碼 235‒5678，寬度同普通數字；若表示範圍在英文要用 en dash。

### 水平線
水平線 ― （Horizontal bar）又稱「引文線」（Quotation dash），在某些語文如法文用來代替引號表示說話。詳見Quotation_mark,_non-English_usage#Quotation_dash。

### 搖擺線
搖擺線 ⁓ （Swung dash）於英文字典的範例用來代替要解釋的文字；於 Unicode 4.0.0 始加入。

## 相似符號比較
在標點符號當中，連字號、減號和連接號有相似之處。以下是這些標點符號的仔細比較(依長度遞增列出)：
- 連字號（hyphen）：連字號的符號比連接號和破折號還要短。例如「‐」。
- 減號（minus）：減號的長度比連字號略長，但和加號相同。例如「−」。
- 連接號（dash）：在表示連接號時，長度要比連字號長，比破折號短。例如「–」。

有時這些標點符號還會用類似波浪號的符號來表示，以下是這些標點符號的仔細比較：
- 連接號：在用類似波浪號的符號來表示連接號時，符號的曲度比較短而彎曲。例如「~」。
- 連字號：在用類似波浪號的符號來表示連字號時，符號的曲度比較長而平緩。例如「～」。

## 輸入方法
中國大陸只闡述其用途及大概形狀，並未確切說明是哪個電腦符號。於簡體中文環境，一些输入法下輸入連接號方法為按「&」，輸入的是em dash（破折號是兩個連續em dashes，或直接按下划线Shift + -），然而现在许多输入法已只剩下划线→破折号的方式。
臺灣教育部《重訂標點符號手冊》修訂版使用em dash作連接號。於繁體中文環境，常因使用者不熟悉用法而選用半形的連字暨減號，或是因使用者無法分辨輸入法內候選字表的字元而誤選近形符號的en dash或全形的連字暨減號「－」（U+FF0D）。
在Microsoft Word中，可以直接输入Unicode字符的16进制编码再跟随Alt+X键，注意只能用左侧的Alt键。例如，先输入四个16进制的数字301c，然后按Alt+X，则这四个数字自动变成了波浪线字符“〜”。
在Microsoft Word中，输入常用的em dash的方法是打开自动更正时在两个字之间输入不加空格的两个hyphen键（位于“0”键与“=”键）之间，则这两个hyphen键自动变为em dash字符“—”。输入常用的en dash的方法是在两个字之间输入在左右两侧加空格的两个hyphen键（位于“0”键与“=”键）之间，则这两个hyphen键自动变为en dash字符“–”。不过需要注意实际使用的en dash字符左右两侧一般是没有空格的。
在Microsoft Word中，输入minus sign（减号）键，可以采用输入Unicode字符的方法：先输入2212，再按Alt+X。在很多无衬线字体中（如Arial），minus sign与hyphen的字形有很大不同，不应该互相代替使用。
|                                                        | 字形 | Unicode | HTML               | HTML / XML           | TeX    | Alt码      | 說明                                                           |
| ------------------------------------------------------ | ---- | ------- | ------------------ | -------------------- | ------ | ---------- | -------------------------------------------------------------- |
| 連字曁減號 (HYPHEN-MINUS)                              | -    | U+002D  | （無）             | -                    | {\tt-} |            | 同 ASCII 0x2D                                                  |
| 波浪號 (TILDE)                                         | ~    | U+007E  | （無）             | -                    | （無） |            | 同 ASCII 0x7E                                                  |
| 連字號 (HYPHEN)                                        | ‐    | U+2010  | &hyphen; 或 &dash; | &#x2010; 或 &#8208;  | -      |            |                                                                |
| 减号 (MINUS SIGN)                                      | −    | U+2212  | &minus;            | &#x2212; 或 &#8722;  | $-$    |            |                                                                |
| 數字線 (FIGURE DASH)                                   | ‒    | U+2012  | （無）             | &#x2012; 或 &#8210;  | （無） |            |                                                                |
| 連接號 (EN DASH)                                       |      | U+2013  | &ndash;            | &#x2013; 或 &#8211;  | --     | ALT + 0150 |                                                                |
| 破折號 (EM DASH)                                       |      | U+2014  | &mdash;            | &#x2014; 或 &#8212;  | ---    | ALT + 0151 |                                                                |
| 水平線 (HORIZONTAL BAR)                                | ―    | U+2015  | （無）             | &#x2015; 或 &#8213;  | （無） |            |                                                                |
| 搖擺線 (SWUNG DASH)                                    | ⁓    | U+2053  | （無）             | &#x2053; 或 &#8275;  | \~{}   |            |                                                                |
| 水平線擴充（HORIZONTAL LINE EXTENSION）                | ⎯    | U+23AF  | （無）             | &#x23AF; 或 &#9135;  | （無） |            |                                                                |
| 平直度（STRAIGHTNESS）                                 | ⏤    | U+23E4  | （無）             | &#x23E4; 或 &#9188;  | （無） |            |                                                                |
| 2em破折號（TWO-EM DASH）                               | ⸺    | U+2E3A  | （無）             | &#x2E3A; 或 &#11834; | （無） |            | 表示行文此處缺字，比如文件汙損、被塗黑隱去等                   |
| 3em破折號（THREE-EM DASH）                             | ⸻    | U+2E3B  | （無）             | &#x2E3B; 或 &#11835; | （無） |            | 在參考文獻中引用同一作者的多篇作品時，於第二篇起省略作者的姓名 |
| 浪紋 (WAVE DASH)                                       | 〜   | U+301C  | （無）             | &#x301C; 或 &#12316; | （無） |            |                                                                |
| 浪線 (WAVY DASH)                                       | 〰   | U+3030  | （無）             | &#x3030; 或 &#12336; | （無） |            | 形狀近似書名號                                                 |
| 直排 Em dash（PRESENTATION FORM FOR VERTICAL EM DASH） | ︱   | U+FE31  | （無）             | &#xFE31; 或 &#65073; | （無） |            |                                                                |
| 直排 En dash（PRESENTATION FORM FOR VERTICAL EN DASH） | ︲   | U+FE32  | （無）             | &#xFE32; 或 &#65074; | （無） |            |                                                                |
| 小連字暨減號 (SMALL HYPHEN-MINUS)                      | ﹣   | U+FE63  | （無）             | &#xFE63; 或 &#65123; | （無） |            |                                                                |
| 全形連字暨減號 (FULLWIDTH HYPHEN-MINUS)                | －   | U+FF0D  | （無）             | &#xFF0D; 或 &#65293; | （無） |            |                                                                |
| 全形波浪號 (FULLWIDTH TILDE)                           | ～   | U+FF5E  | （無）             | &#xFF5E; 或 &#65374; | （無） |            |                                                                |